# 劉景雲
劉景雲，字三素，直隸深州人，清初政治人物。

## 生平
崇禎九年（1636年）丙子科順天鄉試舉人。清順治三年（1646年）朝廷首開春闈，劉景雲登進士，授兵部主事，升郎中。順治五年十二月，升任為陝西按察使司僉事、靖遠兵備道。順治九年，改任陝西布政使司參議、關南道。順治十一年，改按察使司副使、分巡關南道。順治十三年，改任為廣西布政使司參政分守桂平道，未赴任，丁母憂歸，卒於家。